# Anochinskoje (obwód wołogodzki)
Anochinskoje (ros. Анохинское) – wieś w Rosji, w rejonie wielikoustidzkim obwodu wołogodzkiego. W 2021 r. była niezamieszkana.